# HOXB8
HOXB8‏ (Homeobox B8) هوَ بروتين يُشَفر بواسطة جين HOXB8 في الإنسان.